# Bjarke Ingels Group
Bjarke Ingels Group (forkortet BIG) er en arkitektgruppe beliggende i København, og New York City der primært arbejder med byarkitektur. De tegnet en del store projekter lige fra havnebadet på Islands Brygge, Googles Hovedkvarter, og til The Spiral (en) i New York City.
Som virksomhed har man over 800 ansatte fra 20 forskellige lande ledet af danskeren Bjarke Ingels. Han startede i 2001 sammen med sin kollega Julien De Smedt tegnestuen Plot, men de besluttede fem år senere at gå hvert til sit, hvilket betød, at han i 2005 kunne starte for sig selv.
I 2015 kom BIG med en ide til det nye skyskraber som skal stå ved siden af One World Trade Center, dog blev det ikke til noget.
Nyeste afsluttede projekt er den 314m høje skyskraber The Spiral i New York City.

## Udvalgte projekter
| Navn                         | Placering | Status           | Navn                      | Placering     | Status                             |
| ---------------------------- | --------- | ---------------- | ------------------------- | ------------- | ---------------------------------- |
| Københavns Havnebade         | København | Færdiggjort 2003 | People's Building         | Shanghai      | I gang                             |
| Psykiatrisk hospital         | Hillerød  | Færdiggjort 2006 | Slussen                   | Stockholm     | I gang                             |
| VM Husene                    | Ørestad   | Færdiggjort 2006 | Islands Brygge Masterplan | København     | Godkendt af Borgerrepræsentationen |
| Bjerget                      | Ørestad   | Færdiggjort 2008 | VIA 57 West på Manhattan. | New York City | Færdiggjort 2016                   |
| BIG House                    | Ørestad   | Færdiggjort 2009 | The Spiral (en)           | New York City | Færdiggjort 2023                   |
| Aquatic centre               | Odense    | Færdiggjort 2009 | CapitaSpring              | Singapore     | Færdiggjort 2021                   |
| Esbjerg Towers (Kaktustårne) | Esbjerg   | Færdiggjort 2020 | Google HQ                 | Mountain View | Færdiggjort 2022                   |

## Priser
- 2009 ULI Award for Excellence, Bjerget
- 2009 Nomineret til Mies Van Der Rohe Award, Bjerget
- 2009 MIPIM Award, Bjerget
- 2008 Forum AID Award, Nordens Bedste Byggeri, Bjeget
- 2008 World Architecture Festival, bedste boligbyggeri, Bjerget
- 2008 Wood Award, MAR & The Mountain, DK
- 2007 Mies Van Der Rohe Award, Special Mention, VM-Husene
- 2007 Jury Suisse EUROPAN
- 2006 FORUM AWARD, Best Building in Scandinavia – VM-husene
- 2004 Venice Biennale Golden Lion, Stavanger Concert Hall
- 2004 RIGA Daugava Embankment, 1st Prize
- 2004 Nomineret til Cyber Lion for www.plot.dk